# Дрипетина
Дрипетина (? — 66 год до н. э.) — понтийская царевна, дочь Митридата VI Евпатора.

## Биография
Была младшей дочерью понтийского царя Митридата VI Евпатора и его сестры Лаодики.
В 66 году до н. э. тяжело заболела и была оставлена отцом в крепости Синорни (в Малой Армении) на попечении царского евнуха Менофила, который её вылечил. Когда крепость была осаждена римлянами под командованием легата Манлия Приска, Менофил решил убить царевну чтобы она избежала унижений в плену.
Царевна была убита евнухом, после чего тот покончил с собой, бросившись на меч.